# Tronsanges
Tronsanges település Franciaországban, Nièvre megyében. Lakosainak száma 398 fő (2022. január 1.). Tronsanges Beffes, Saint-Léger-le-Petit, Champvoux, Chaulgnes, Germigny-sur-Loire és La Marche községekkel határos.

## Népesség
A település népessége az elmúlt években az alábbi módon változott:
| Lakosok száma | 387  | 393  | 396  | 395  | 396  | 398  | 400  | 398  | 398  |
|               | 2013 | 2015 | 2016 | 2017 | 2018 | 2019 | 2020 | 2021 | 2022 |